# Anedoki
Anedoki (jap. あねどきっ) – manga autorstwa Mizuki Kawashity, publikowana na łamach magazynu „Shūkan Shōnen Jump” wydawnictwa Shūeisha od lipca 2009 do stycznia 2010. Całość została zebrana w 3 tomach.

## Fabuła
Seria opowiada o 13-letnim chłopcu imieniem Kouta Ochiai, który spotyka tajemniczą 17-letnią dziewczynę Natsuki Hagiwarę w drodze powrotnej ze szkoły. Ta pyta go, czy podzieli się z nią lodami, a następnie nazywa go zboczeńcem po zauważeniu i zastanowieniu się, o czym Kouta myślał, gdy ona jadła. Zszokowany oskarżeniem, ucieka, przypadkowo zostawiając swój podręcznik. Po powrocie do domu chłopak dowiaduje się, że jego ojciec został przeniesiony służbowo, zostawiając go samego. Natsuki następnie ponownie spotyka Koutę i oddaje mu książkę, a po poznaniu jego sytuacji postanawia odwzajemnić się za lody, opiekując się nim, dopóki jego ojciec nie wróci.

## Publikacja serii
Manga ukazywała się w magazynie „Shūkan Shōnen Jump” od 6 lipca 2009 do 18 stycznia 2010. Wydawnictwo Shūeisha zebrało jej rozdziały w 3 tankōbonach, wydawanych od 4 grudnia 2009 do 2 kwietnia 2010.
| Nr | Data wydania (język japoński) | ISBN (język japoński)  |
| -- | ----------------------------- | ---------------------- |
| 1  | 4 grudnia 2009                | ISBN 978-4-08-874782-8 |
| 2  | 4 lutego 2010                 | ISBN 978-4-08-870002-1 |
| 3  | 2 kwietnia 2010               | ISBN 978-4-08-870028-1 |

## Odbiór
Tom 1 zajął 14. miejsce w cotygodniowych rankingach Oriconu, sprzedając 54 618 egzemplarzy w pierwszym tygodniu premiery. Tom 2 uplasował się na 11. pozycji, z wynikiem 56 282 sprzedanych kopii. Tom 3 zajął natomiast 17. miejsce.